# Kloster St. Joseph (Altötting)

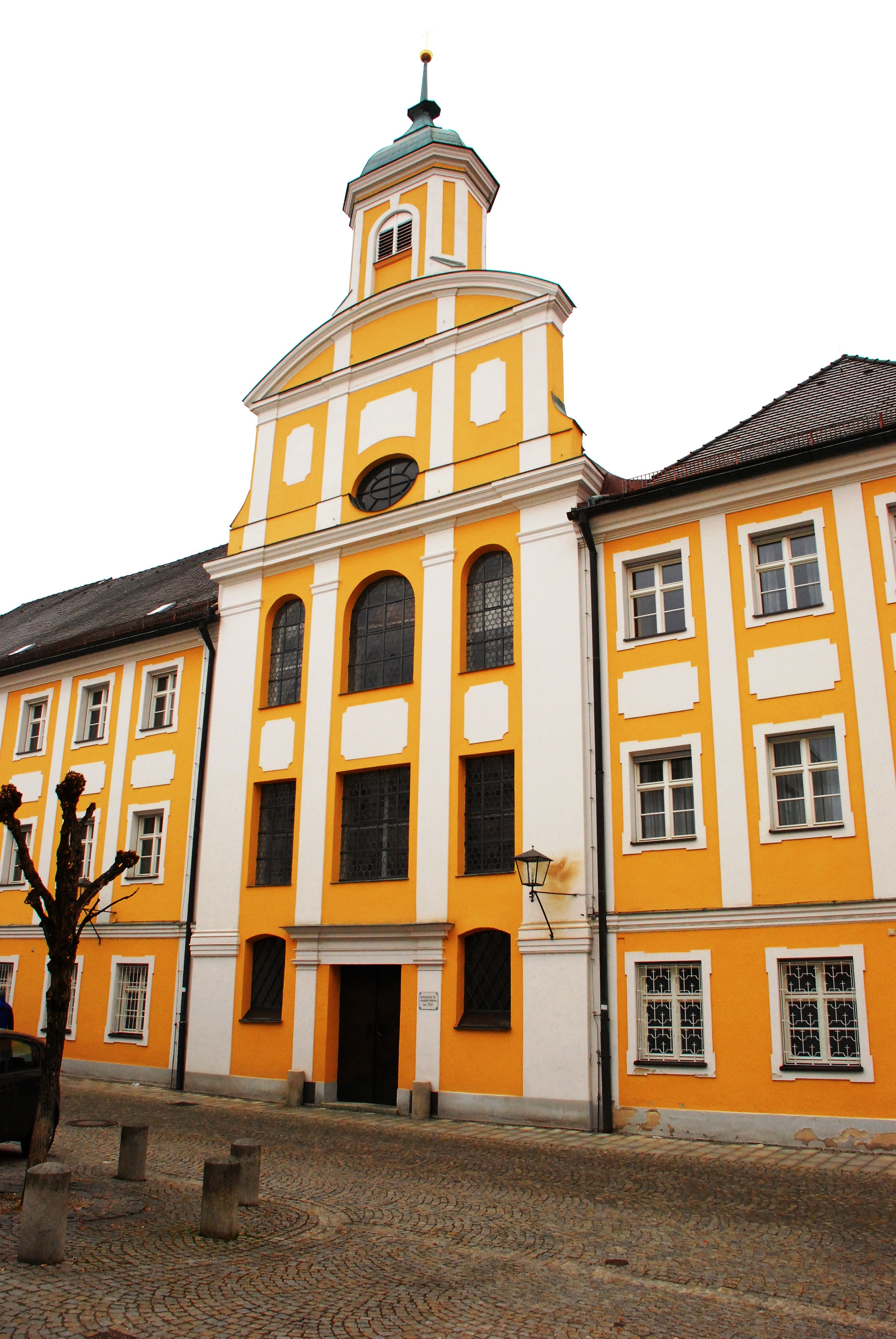
Kirchenfassade an der Neuöttinger Straße

Das Kloster St. Joseph ist ein Kloster der Englischen Fräulein in Altötting in Bayern in der Diözese Passau. Es wurde 1720 durch die Münchner Niederlassung der Englischen Fräulein mit Genehmigung des Kurfürsten Maximilian II. Emanuel von Bayern und des Erzbischofs von Salzburg gegründet. 1803 verlor das Kloster sein Pensionat, 1808 sein Vermögen, 1809 seine Selbständigkeit. Altötting wurde eine Filiale des Instituts der Englischen Fräulein von Burghausen. 1823 wurde die Novizinnenaufnahme wieder erlaubt. Das Kloster gründete eine Schule, aus der die heutige Maria-Ward-Realschule und das Maria-Ward-Gymnasium hervorgegangen ist. 2004 wurde das Kloster umbenannt in Congregatio Jesu.